# جیمز مک‌کی (بازیگر)
جیمز مک‌کی (به انگلیسی: James Mackay)(زاده ۲۰ ژوئیه ۱۹۸۴) بازیگر استرالیایی است.
از کارهای معروف او می‌توان به بازی در مجموعه دودمان اشاره کرد.

## فیلم‌ها
- از تاریکی نترس در نقش کتابدار
- عشاق در نقش چارلز استوارت
- خیاط در نقش ویلیام
- ستیغ هک‌سا در نقش دادستان
- دزدان دریایی کارائیب: مردگان حکایت نمی‌کنند در نقش مدوکس
- نبرد دو جنس در نقش بری
- دودمان در نقش استیون کارینگتون

## جوایز
| سال  | جایزه                | دسته‌بندی                    | نتیجه |
| ---- | -------------------- | --------------------------- | ----- |
| ۲۰۱۳ | استرالیایی‌ها در فیلم | پنجمین جایزه بورسیه هیث لجر | برنده |